# Apiosio 1-reduttasi
La apiosio 1-reduttasi è un enzima appartenente alla classe delle ossidoreduttasi, che catalizza la seguente reazione:
D-apitolo + NAD+ ⇄ D-apiosio + NADH + H+